# Adriana Zuanic
Adriana Leonor Zuanic Donoso (Antofagasta, Región de Antofagasta, Chile, 4 de marzo de 1963-Santiago de Chile, 26 de octubre de 2008) fue una cineasta y gestora cultural chilena.

## Biografía
Obtuvo su título universitario de Bachelor of Arts, y grado académico de Master of Arts, en Producción de Cine y Televisión en la Universidad de Iowa, Estados Unidos. Desarrolló también otros diplomas y estudios en Inglaterra, España, y Latinoamérica.

### Primeros trabajos
Participó en realizaciones cinematográficas estadounidenses como asistente de montaje y cámara. El proyecto final para su posgrado Todavía un puente (16 mm, 20 min., color), realizado en 1989, tuvo como director de arte a Raúl Moarquech Ferrera-Balanquet, y fue exhibido y premiado en diversos festivales internacionales. De regreso a Chile, se estableció en Antofagasta y realizó variadas producciones audiovisuales de carácter artístico, como el montaje "Instalaciones, (Re) creando espacio (s)", la creación de Audiopoemas, transmitidos por radio en Antofagasta, así como videos que han participado en muestras tanto en Chile como en otros países americanos.

### Non Plus Ultra
En cine, con el auspicio de Fondart y el Fondo Iniciativas Culturales Regionales, estrenó en 1995 el cortometraje Non Plus Ultra (16mm, 30 min, color), una adaptación libre del cuento homónimo del escritor Victor Bórquez Núñez, el cual fue exhibido en festivales internacionales de Argentina, Chile, España, Estados Unidos, Inglaterra, Perú, Portugal, Uruguay. Este trabajo obtuvo un Grant de la MacArthur Foundation a través del Festival Internacional de Cine de Toronto.

### Antofagasta, el Hollywood de Sudamérica
El 28 de diciembre de 2001, en la capital de la Segunda Región, realizó la avant premiere de Antofagasta, el Hollywood de Sudamérica, o Un Viaje de Ensueño (largometraje documental en 35 mm, auspiciado por Fondart, FNDR Gobierno II Región, Fundación Minera Escondida, Profo Corfo y ProChile). Antofagasta, el Hollywood de Sudamérica comenzó el circuito por festivales internacionales de cine en el año 2002, obteniendo en su primera participación, una Mención Especial en el Festival Cinematográfico Internacional del Uruguay. Tras su paso por el Festival Internacional de Cine de Valparaíso, obtuvo el Premio Especial del Jurado. Además, “Antofagasta, el Hollywood de Sudamérica” recibió el Premio Especial del Círculo de Críticos de Arte de Chile, como uno de los estrenos chilenos destacados de 2002. En el New York International Independent Film and Video Festival obtuvo el premio Best Documentary en la sección International Film Awards, participación que también incluyó la difusión de su obra en los mercados de Cannes, AFI, NATPE Las Vegas y Milán, a través de la compañía ITN. Participó exitosamente en festivales, mercados y muestras realizados en Estados Unidos, Cuba, España, Argentina, Brasil, Italia, Chile, Ecuador, México y Grecia. En 2006, “Antofagasta, el Hollywood de Sudamérica”, a través del financiamiento de ProChile, pudo ser distribuido en DVD a nivel internacional. Ese mismo año, se exhibió a través de la señal abierta de Televisión Nacional de Chile, en el programa “La Cultura Entretenida”, ocasión en la cual Zuanic y el periodista e investigador Hans Mülchi realizaron una versión especial de la obra para su transmisión.

### El Ancla de Oro
El 14 de febrero de 2004, la Ilustre Municipalidad de Antofagasta le otorgó a Adriana Zuanic el Ancla de Oro, máxima distinción oficial de la ciudad de Antofagasta, establecida como símbolo del agradecimiento y testimonio del reconocimiento a las personas que desarrollan una relevante y prolongada labor en beneficio y progreso de la comuna. Zuanic se hizo acreedora de este importante galardón “como agradecimiento y testimonio de reconocimiento por su destacada trayectoria como cineasta que ha realizado en la ciudad, premiada en Chile y el extranjero, por sus puestas en escena de la región, también impulsora del desarrollo audiovisual en Antofagasta y su destacado aporte como docente en el campo audiovisual de la desaparecida Universidad José Santos Ossa”. En esta institución, ocupó el cargo de Coordinadora del Área Audiovisual, conjugando su labor académica con la programación y coordinación para la comunidad de un Cineclub semanal y una Muestra de Cortos Chilenos semestralmente.

### Antofagasta, polo de desarrollo audiovisual
Entre 2002 y 2004, Adriana Zuanic fue Presidenta de un Proyecto de Fomento de Corfo para incentivar un Polo de Desarrollo Audiovisual en el Norte de Chile en Antofagasta, convirtiéndose en la presidenta de la Corporación para el Desarrollo Audiovisual de Antofagasta y Directora del festival internacional de cine en esta misma ciudad.

### Festival Internacional de Cine del Norte de Chile
En los últimos años, Zuanic conjugaba su labor como Directora del Festival Internacional de Cine del Norte de Chile con la producción en Glocal Films y su proyecto “Tras la Huella de Alberto Santana: Historiografía de un cineasta panamericano por excelencia”, apoyado por Fondart y CORFO.

### Antofagasta de Película: Historia de los Orígenes de un Cine Regional
A principios del año 2008, publicó junto a Eliana Jara y Hans Mülchi, y con el apoyo del FNDR de II Región, el libro Antofagasta de Película: Historia de los Orígenes de un Cine Regional.
El libro es un magnífico texto que recupera la tradición cinematográfica de la ciudad de Antofagasta, calificado por Zuanic como el "Hollywood de Sudamérica". En sus páginas, el lector puede reconstruir un periodo histórico que corresponde con el cosmopolitismo antofagastino, y con la gran y acelerada revolución industrial de la región, no solo en aspectos mineros sino también culturales. Los múltiples héroes del cine regional marcaron y registraron un periodo fundamental para la historia cultural de la ciudad.
El héroe indiscutible de esta investigación es Alberto Santana, un realizador que después de realizar obras con Vita Films, parte al resto de América a realizar más producciones, las que siguió investigando Zuanic. Pero punto aparte es la participación del director, productor, guionista y actor ruso Arcady Boytler.
El libro aporta una nueva y contundente historia al patrimonio cultural del norte chileno. Según el arquitecto Claudio Galeno a través del libro además de la memoria sobre el desarrollo de un cine regional, también es posible comprender la evolución arquitectónica de teatros a biógrafos, una importante contribución a la memoria arquitectónica, ya que permite apreciar en Antofagasta, el momento de transición de la arquitectura historicista hacia el modernismo art deco.

### Quantum of Solace
El año 2007, y debido a la difusión del norte de Chile como locación para películas, fue contratada para el casting de la nueva película sobre James Bond, denominada Quantum of Solace, la que fue filmada, en parte, en la región de Antofagasta durante marzo de 2008, en lugares como Baquedano, Cobija, Taltal, Paranal y San Pedro de Atacama.

## Fallecimiento
Su muerte se produjo por ser víctima de una leucemia, luego de no resistir la evolución de un trasplante de médula para combatirla, enfermedad que sufría hacía ya algunos años.

## Obra

### Filmografía como cineasta
- Todavía un puente (Estados Unidos-Chile, 1989)
- Non Plus Ultra (Chile, 1995)
- Antofagasta, el Hollywood de Sudamérica, o Un Viaje de Ensueño (Chile, 2001)

### Publicaciones
- Antofagasta de Película: Historia de los Orígenes de un Cine Regional (Ediciones Glocal Films y Comunicaciones, 2008)